# 天主教伊穆斯教区
天主教伊穆斯教區 （拉丁語：Dioecesis Imusensis）是菲律賓一個羅馬天主教教區，屬馬尼拉總教區。轄區包括甲米地省。
2006年有教友2,210,000人、46個堂區、180名司鐸。其座堂是皮拉爾聖母座堂。2011年10月13日類斯‧塔格萊主教升為馬尼拉總主教後，主教一職懸空。
1961年11月25日升為教區。